# Melanochaeta bengalensis
Melanochaeta bengalensis är en tvåvingeart som först beskrevs av Cherian 1975.  Melanochaeta bengalensis ingår i släktet Melanochaeta och familjen fritflugor. Inga underarter finns listade i Catalogue of Life.